# (826) Henrika
(826) Henrika es un asteroide perteneciente al cinturón de asteroides descubierto el 28 de abril de 1916 por Maximilian Franz Wolf desde el observatorio de Heidelberg-Königstuhl, Alemania.
Se desconoce la razón del nombre.